# Charles Burton Barber
Charles Burton Barber (1845-1894) fue un pintor británico que logró reconocimiento por sus pinturas de niños junto a sus mascotas. Barber fue un pintor de animales y de ocio muy popular, especializado en retratos sentimentales de perros, generalmente con niños. Sus obras abarcan desde el realismo fotográfico a bocetos rápidos. Aunque se considerara su obra como excesivamente sentimental, todavía sigue siendo relevante, sobre todo por su técnica. 
Nació en Great Yarmouth (Norfolk) y a partir de los 18 años estudió en la Royal Academy of Arts de Londres, donde recibió una medalla de plata en 1884 por sus dibujos. Allí participó por primera vez en una exposición en 1866.
A lo largo de su vida, Barber fue considerado uno de los mejores pintores de animales de Gran Bretaña; la reina Victoria le encargó pinturas de ella con sus nietos y sus perros, al igual que el príncipe de Gales (luego Eduardo VII) y sus mascotas. De hecho, recibió de ella su último encargo en 1894, que consistió en pintar a la reina junto a sus nietos, en su carruaje. El pintor murió en Londres poco después. Su lugar como retratista de niños y mascotas fue tomado por Arthur John Elsley. 
Algunos de sus retratos están en la Royal Collection. Exhibió sus obras en la Royal Academy desde 1866 hasta 1893. En 1833 fue elegido miembro del Royal Institute of Oil Painters. Hizo exposiciones allí, en la Walker Art Gallery y en la Galería de Arte de Mánchester. Gran parte de sus trabajos se encuentran en la Lady Lever Art Gallery en Port Sunlight. Muchos de los cuadros de Barber fueron convertidas en impresiones, generalmente en el ámbito del fotograbado.

## Galería

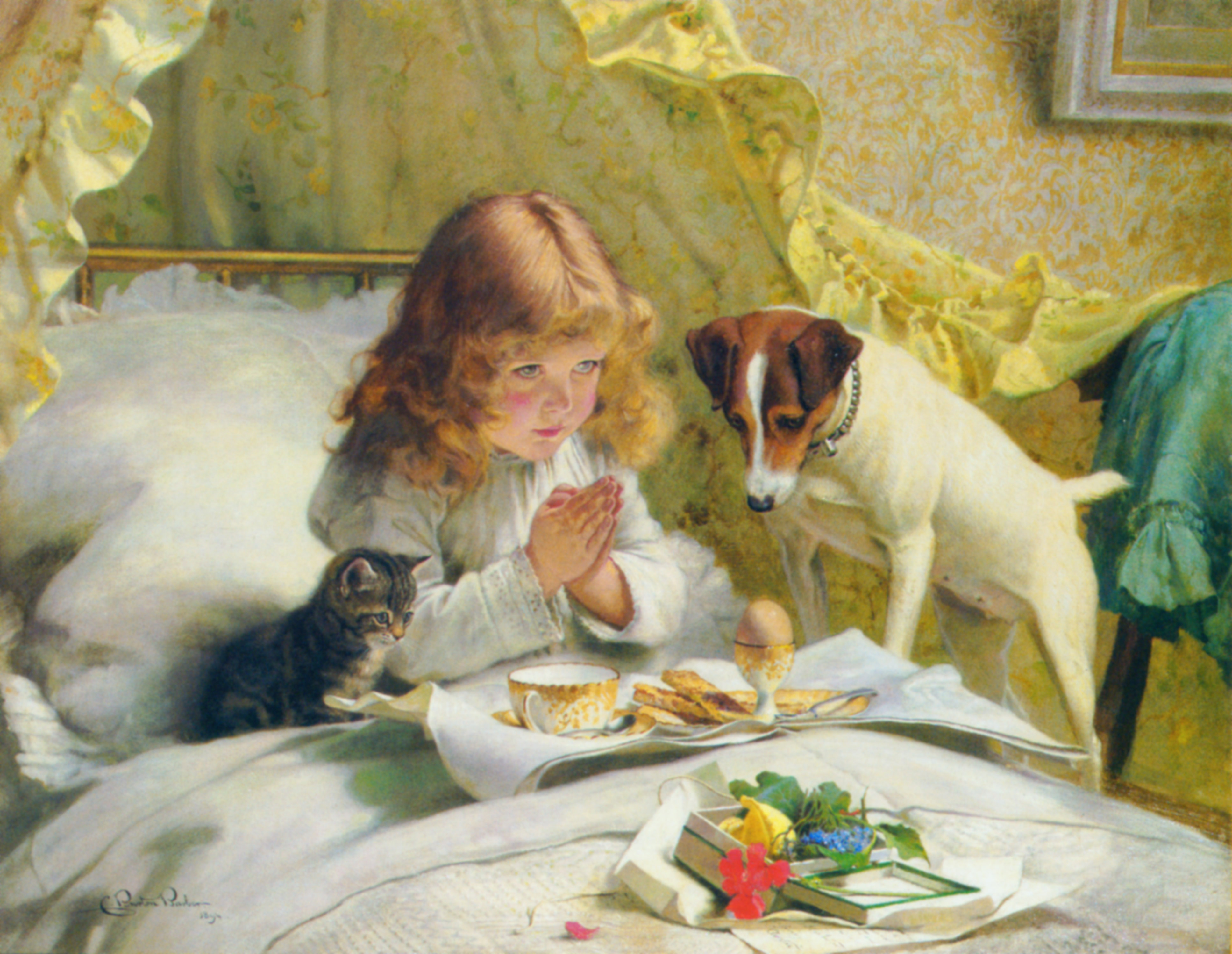
Suspense, 1894
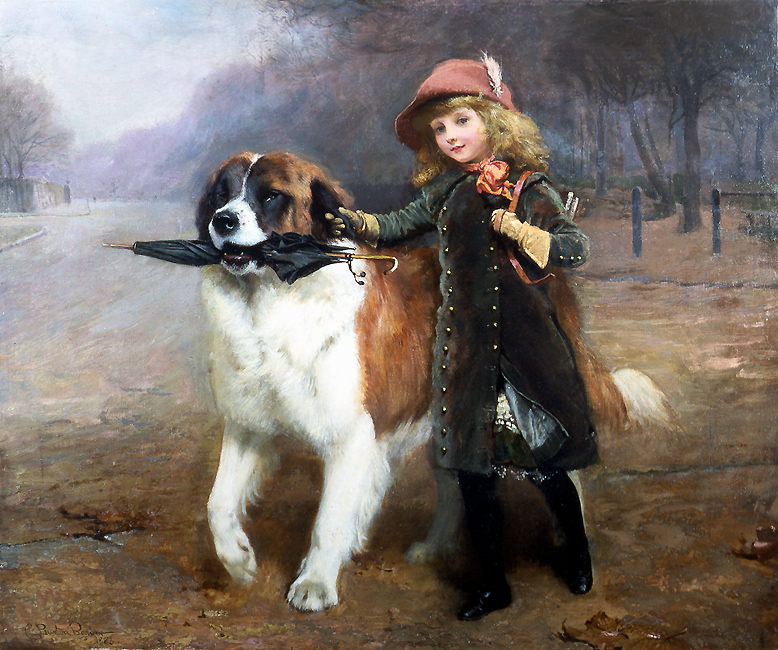
Off to School, 1883
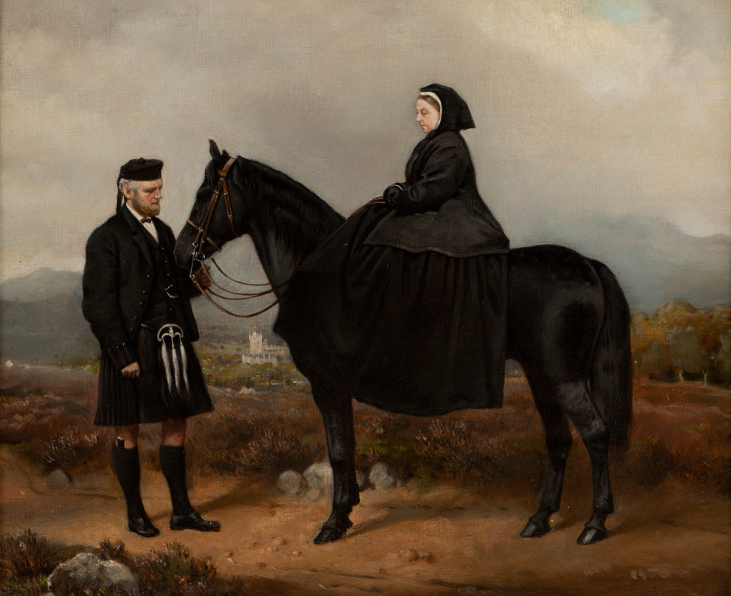
Queen Victoria with John Brown, 1894
A Special Pleader, 1893